# Adamové z Veleslavína
Adamové z Veleslavína byl pražský měšťanský rod, který získal erb a predikát ve druhé polovině 16. století. Vesnice Veleslavín (dnes pražská čtvrť) patřila nejdříve břevnovskému klášteru. V 16. století to byl majetek nejvyššího královského purkrabího a stály tu již i měšťanské domy a dvory. Jeden dvůr tady vlastnil i nájemce pražských staroměstských mlýnů Štěpán Adam, který pak měl se svou manželkou Reginou, dcerou kutnohorského sochaře, syna Daniela Adama z Veleslavína, který se stal nejznámějším členem rodu.

## Erb
V červeno-modře polceném štítě se nachází stříbrný Pegas (okřídlený kůň). Kolčí helma s točenicí a červeno-stříbrnými přikryvadly. Klenot má rozevřená křídla, pravé červené, levé modré a mezi nimi je zlatá šesticípá hvězda.